# Christophe Wagner
Christophe Wagner, né le 10 novembre 1974 à Differdange (Luxembourg), est un réalisateur luxembourgeois.

## Biographie
Entre 1995 et 2000, il suit les cours de l'INSAS à Bruxelles. Il en sort diplômé comme réalisateur.

## Filmographie

### Cinéma

#### Courts métrages
- 1999 : David
- 2000 : Tout ira mieux
- 2002 : Un combat (lb)

#### Documentaires
- 2002 : Ligne de vie (lb)
- 2003 : The'd Johanns (lb)
- 2005 : Doheem (lb)
- 2007 : Luxembourg, USA (lb) (Luxemburg, USA)

#### Longs métrages
- 2001 : Du poil sur les roses, assistant-réalisateur
- 2012 : Angle mort (Doudege Wénkel)
- 2015 : Demain, après la guerre (Eng nei Zäit)

### Télévision
- 2012 : Comeback (lb), série TV
- 2019 : Capitani, série TV (12 épisodes)

## Distinctions

### Récompenses
- 2005 : Prix du jeune espoir et Mention spéciale du Jury pour Doheem au Luxembourg
- 2014 : Prix du meilleur long métrage de fiction pour Angle mort au Luxembourg
- Trophées francophones du cinéma 2016 : Trophée francophone de la réalisation pour Demain, après la guerre

### Nominations
- 2013 : Trophée Francophone du Meilleur scénario